# Hogenwaardse Polder
De Hogenwaardse Polder is een polder en een voormalig waterschap in de Nederlandse provincie Zuid-Holland, in de gemeente Alphen aan den Rijn (voorheen Rijnwoude, daarvoor Koudekerk aan den Rijn).
Het waterschap was verantwoordelijk voor de drooglegging en later de waterhuishouding in de polders.
Ten noorden van het gebied ligt de Lagenwaardse Polder.